# Antoni Jurasz
Antoni Jurasz (Spławie, 24 novembre 1847 – Poznań, 12 agosto 1923) è stato un medico polacco.

## Biografia
Era il padre del chirurgo Antoni Tomasz Jurasz (1882-1961). Studiò medicina alle università di Greifswald e Würzburg e nel 1872 divenne assistente clinico a Heidelberg. Lavorò per con malattie pediatriche e malattie della faringe, del naso e della gola. Nel 1881 Jurasz fu nominato professore associato all'università.
Nel 1908 si trasferì come professore ordinario all'Università di Leopoli, dove fu anche direttore della clinica di otorinolaringoiatria. Nel 1920 si trasferiì all'Università di Poznań.
.Jurasz è ricordato per il suo lavoro pionieristico in rinoscopia, e fu famoso per la costruzione e la modifica di un certo numero di strumenti medici utilizzati nel campo della otorinolaringoiatria, tra cui uno strumento specializzato noto come un forcipe nasofaringe

## Opere principali
- Das systolische Hirngeräusch der Kinder, 1877.
- Über die Sensibilitätsneurosen des Rachens und des Kehlkopfes.
- Über die Sondirung der Stirnbeinhöhle, 1887.
- Die Krankheiten der oberen Luftwege.
- Handbuch der Laryngologie und Rhinologie, 1898.